# فراس (آلبوم چندآهنگه)
فراس یک آلبوم چندآهنگه اثر فراس هنرمند آمریکایی است که در ۱۷ ژوئن ۲۰۱۴ منتشر شد.